# Rapa (språk)
Rapa är ett malajo-polynesiskt språk som talas på ön Rapa, i Franska Polynesien. Språket anses vara nästan utdött och dess närmaste släktspråk är bl.a. mangareva och hawaiiska. Antal talare är cirka endast 50.
Språket skrivs med latinska alfabetet.

## Fonologi

### Konsonanter
|          | Bilabial | Labiodental | Alveolar | Velar | Glottal |
| -------- | -------- | ----------- | -------- | ----- | ------- |
| Nasal    | m        |             | n        | ŋ     |         |
| Klusil   | p        |             | t        | k     | ʔ       |
| Frikativ |          | v           |          |       |         |
| Flapp    |          |             | ɾ        |       |         |

Källa:

### Vokaler
|            | Främre | Central | Bakre |
| ---------- | ------ | ------- | ----- |
| Sluten     | i      |         | u     |
| Halvsluten | e      |         | o     |
| Öppen      |        | a       |       |

Källa: